# Гнездоцветка клобучковая
Гнездоцветка клобучковая, или Неоттианта клобучковая, или Кокушник клобучковый (лат. Neottianthe cucullata) — вид однодольных растений рода Гнездоцветка (Neottianthe) семейства Орхидные (Orchidaceae). Под текущим таксономическим названием был описан немецким ботаником Рудольфом Шлехтером в 1919 году.

## Распространение и среда обитания
Распространена от Польши до Гималаев и Японии. В России встречается почти на всей территории Сибири, Урала, на западе и в центре европейской части и на части Дальнего Востока.
Растёт в лесах. На Урале N. cucullata произрастает в сосновых и березово-сосновых лесах с развитым покровом зеленых мхов и в сухих зеленомошных сосняках. Мезофитное, теневыносливое растение. Редко обитает при полном освещении, встречается чаще на бедных и сухих умеренно кислых почвах. 
N. cucullata иногда образует большие скопления до 1200—2000 особей. В Московской области максимальная плотность популяций может быть очень высокой – до 110—120 (150) особей на 1 м², средняя плотность – около 10—12 особей на 1 м². Характерной чертой N. cucullata являются резкие колебания численности и плотности популяций. Причиной этих колебаний могут являться погодные условия и антропогенные факторы. В жаркие и сухие годы наблюдается уменьшение численности особей вплоть до полного их ухода во вторичный покой, в возрастных спектрах увеличивается доля взрослых особей.

## Ботаническое описание
Клубневой геофит.
Цветки розового цвета с белым или фиолетовым оттенком, собраны в кистевидное либо колосовидное одностороннее соцветие. Плод — коробочка.

## Значение
Выращивается как декоративное растение.

## Замечания по охране
Занесена в Красные книги многих территорий, на которых распространяется ареал вида.
- Россия: Собственно Красная книга РФ; региональные Красные книги Республик Алтай, Башкортостан, Бурятии, Марий Эл, Мордовии, Татарстана, Тыва, Удмуртии, Хакасии, Чувашии, Алтайского, Красноярского, Приморского, Хабаровского краев, Амурской, Брянской, Владимирской, Воронежской, Ивановской, Иркутской, Калужской, Кемеровской, Костромской, Курганской, Курской, Московской, Нижегородской, Новосибирской, Омской, Оренбургской, Пензенской, Рязанской, Самарской, Сахалинской, Тамбовской, Тверской, Томской, Тульской, Тюменской, Ульяновской, Челябинской, Читинской, Ярославской областей и Еврейской автономной области.
- Красная книга Республики Беларусь.
- Красная книга Латвии.
- Красная книга Литвы.
- Украина: Собственно Красная книга Украины; региональные Красные книги Житомирской, Львовской, Сумской и Тернопольской областей.
- Красная книга Польши[6].

## Систематика, синонимика
Подвид — Neottianthe cucullata var. calcicola (W.W.Sm.) Soó.
Синонимичные названия:
- Coeloglossum alpinum Schur
- Coeloglossum purpureum Schur
- Gymnadenia cucullata (L.) Rich.
- Gymnadenia cucullata var. maculata Nakai & Kitag.
- Gymnadenia cucullata subsp. purpurea (Schur) E.G.Camus
- Gymnadenia monophylla Ames & Schltr.
- Gymnadenia pseudodiphylax Kraenzl.
- Gymnadenia scabrilinguis Kraenzl.
- Habenaria cucullata (L.) Höfft
- Himantoglossum cucullatum (L.) Rchb.
- Neottianthe angustifolia K.Y.Lang
- Neottianthe cucullata f. albiflora P.Y.Fu, S.Z.Liu
- Neottianthe cucullata f. maculata Nakai & Kitag.
- Neottianthe maculata (Nakai & Kitag.) Nakai & Kitag.
- Neottianthe monophylla (Ames & Schltr.) Schltr.
- Neottianthe pseudodiphylax (Kraenzl.) Schltr.
- Neottianthe pseudodiphylax var. monophylla (Ames & Schltr.) Soó
- Orchis cucullata L.basionym